# A1 Team Ierland
Het A1 Team Ierland was een Iers raceteam dat deelnam aan de A1 Grand Prix.
Eigenaar van het team was Mark Kershaw. De wagen van was groen van kleur.
In het laatste seizoen van A1 Grand Prix, het seizoen 2008/2009, pakte het team het kampioenschap. Coureur Adam Carrol won het merendeel van de wedstrijden, te weten vijf. Het team was dit seizoen zusterteam van A1 Team Nederland. De seizoenen ervoor werd er slechts één overwinning geboekt.

## Coureurs
De volgende coureurs hebben gereden voor Ierland, met tussen haakjes het aantal races.
- Adam Carroll (32, waarvan 6 overwinningen)
- Ralph Firman (18)
- Michael Devaney (14)
- Richard Lyons (14)